# Поколение Разрыва
Поколение Разрыва (исп. Generación de la Ruptura) — художественное течение, зародившееся в 1950-х годах в Мексике. Термин был дан искусствоведом Терезой дель Конде поколению мексиканских художников — противников мексиканской школы монументальной живописи, известной как мексиканский мурализм. Начало было положено в начале 1950-х годов с критики Хосе Луиса Куэваса, после чего к нему присоединились другие художники, которые считали, что устоявшееся искусство стало догматичным, шаблонным и националистическим, а художники — слишком почтительными к правительству. Это новое поколение художников не было связано с определённым художественным течением, но больше интересовалось личными, а не социальными вопросами и находилось под влиянием ряда международных тенденций в искусстве, таких как абстрактный экспрессионизм. Ранняя реакция на них была сильной и негативной, но к концу 1950-х им удалось показать своё искусство на главных площадках Мексики. Поколение Разрыва оказало влияние на другие виды искусства в Мексике, такие как литература, но не остановил монументальную живопись в Мексике в социальных и националистических целях.

## Мексиканский мурализм как предшественник
С 1920-х до начала 1950-х гг. доминирующим стилем живописи была так называемая мексиканская школа живописи, известная как «мексиканский мурализм». Мексиканский мурализм возник из-за сближения идеалов художников-мексиканцев и необходимости правительства после мексиканской революции продвигать свои идеи. Социальные идеалы преследовали прославление метисовой идентичности Мексики. Основными представителями этого движения были Давид Альфаро Сикейрос, Хосе Клементе Ороско и Диего Ривера.

## Подъём поколения Разрыва
Несмотря на оппозицию со стороны художественных и официальных кругов, молодое поколение эпохи после Второй мировой войны продолжало бросать вызов статус-кво. Они назвали себя «Молодая школа мексиканской живописи» (исп. Joven Escuela de Pintura Mexicana), но в конце концов за ними закрепилось название «поколение Разрыва». Ранние выставки их искусства в основном игнорировались культурными властями, что затрудняло творческую жизнь художников. Художники «Разрыва» были разнообразной группой, объединённой не одним художественным движением, а лишь верой в то, что «мурализм» исчерпал себя. «Разрыв» раскритиковал старый мексиканский мурализм как шовинистический, догматический, манихейский, придерживающийся старых формул, упрощённый и слишком почтительный к правительству. Для художников «Разрыва» мурализм превратился в националистический культ.
Исторически развитие искусства в Мексике всегда было переплетено с Европой после испанского завоевания империи ацтеков. Многие из старых художников-монументалистов учились и работали в Европе до начала своей карьеры в Мексике, и то же самое можно сказать и о многих художниках «Поколения Разрыва», которые находились под влиянием различных популярных тогда новых европейских движений, таких как абстрактный экспрессионизм и кубизм, возникших из социальных движений и философий середины XX века в Европе и Соединённых Штатах. Таким образом, художники «Разрыва» отказались от национализма в пользу интернационализма и универсализма. Мануэль Фельгерес говорил, что целью «Поколения» было на самом деле не отказаться от мексиканского искусства, а скорее сделать мексиканское искусство универсальным.
Тем не менее мексиканское правительство контролировало множество мест, где можно было продвигать и выставлять искусство — и «Разрыв» был непосредственно осуждён правящей Институционно-революционной партией. Только в конце 1950-х и в 1960-е годы эти художники начали выставлять свое искусство на крупных площадках, таких как Музей современного искусства и Дворец искусств Белласа.
Члены этого поколения художников включают мексиканцев по рождению и иммигрантов, многие из которых были беженцами во время Второй мировой войны. Наряду с Хосе Луис Куэвасом, в него включают Франциско Корзаса, Фернандо Гарсиа Понсе, Roger Von Gunten, Эдмундо Акино, Франциско Толедо, Артуро Ривера, Леонора Каррингтона, Альберто Джиронелла, Рикардо Мартинеса, Арнальдо Коена, Лилию Каррилло, Влади, Мануэль Фелгереза, Гастона Гонсалеса Цезаря, Майра Ландау, Жильберто Асевеса Наварро, Густаво Ариаса Муруета, Луиса Лопеса Лоза, Луиса Алмейда, Пегги Эспиносу, Адольфо Фалькона, Эфрин Эрреро, Рафаэля Лопеса Кастро, Бернардо Ркамье и Пабло Рулфо. Из иностранцев самым заметным был Висенте Рохо из Каталонии, который изменил мексиканскую графику.

## Влияние
Движение имело влияние в других областях, таких как литература, с такими авторами, как Октавио Пас, Карлос Фуэнтес, Хуан Гарсия Понсе и Хорхе Ибаргуэнгойтиа. С 1950-х годов традиция мурализма ослабла, но ещё не закончилась. В то время как большая часть росписи в Мексике всё ещё имеет определённую националистическую цель, в них были интегрированы стилистические элементы из «Разрыва».